# Міжаць
Міжаць, Міжаці (рум. Mijați) — село у повіті Вилча в Румунії. Входить до складу комуни Лепушата.
Село розташоване на відстані 175 км на захід від Бухареста, 36 км на південний захід від Римніку-Вилчі, 68 км на північ від Крайови.

## Населення
За даними перепису населення 2002 року у селі проживали 170 осіб, усі — румуни. Усі жителі села рідною мовою назвали румунську.